# Gashapon
Gashapon (ガシャポン) hay còn được gọi là gachapon (ガチャポン), là một nhãn hiệu của Bandai. Trong số các loại đồ chơi đựng trong viên nang nhựa được bán ở máy bán tự động có nguồn gốc từ những năm 1960, nó trở nên phổ biến ở Nhật Bản và một số quốc gia khác. "Gashapon" là một từ tượng thanh tiếng Nhật gồm hai âm thanh "gasha" (hoặc "gacha") là tiếng tay quay của máy bán đồ chơi, và "pon" là âm thanh viên nang nhựa rơi xuống khe lấy của máy. "Gashapon" có thể miêu tả chính những máy này hoặc món đồ chơi quay ra từ chúng. Các hãng sản xuất đồ chơi đựng trong viên nang nhựa nổi tiếng bao gồm Tomy, thường dùng nhãn hiệu Gacha (ガチャ gacha) cho dòng máy viên nang của họ, và Kaiyodo. Ở nhiều quốc gia và vùng lãnh thổ bao gồm Nhật Bản, Trung Quốc, Hoa Kỳ, Liên minh châu Âu (nhãn hiệu Liên minh châu Âu) và Vương quốc Anh, "Gashapon" là một nhãn hiệu đã đăng ký của Bandai Company.  Mô hình đồ chơi viên nang nhựa đã được số hóa vào nhiều trò chơi video gacha, như trò chơi trên điện thoại di động và trò chơi trực tuyến nhiều người chơi (MMOs).

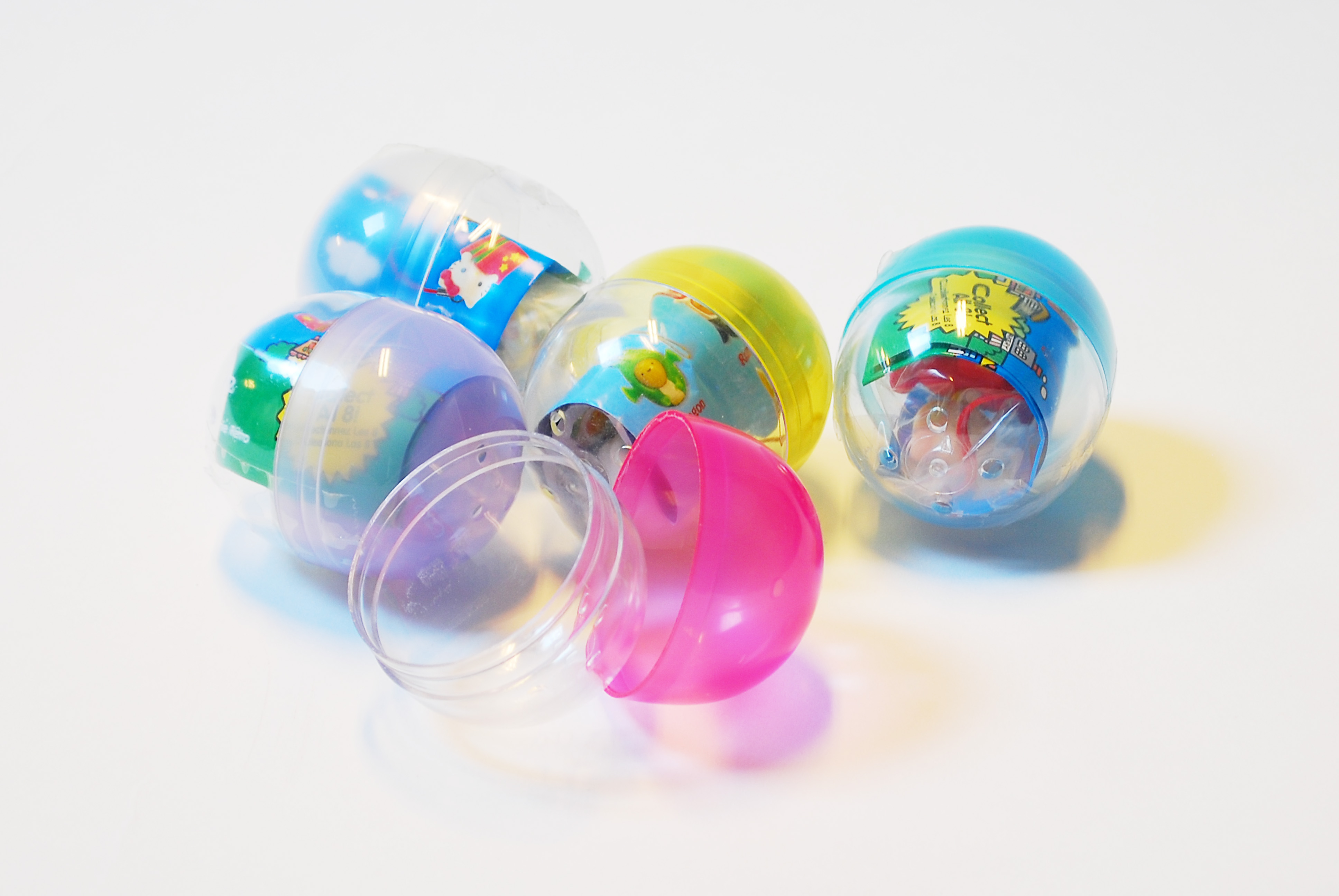
Viên nang gashapon

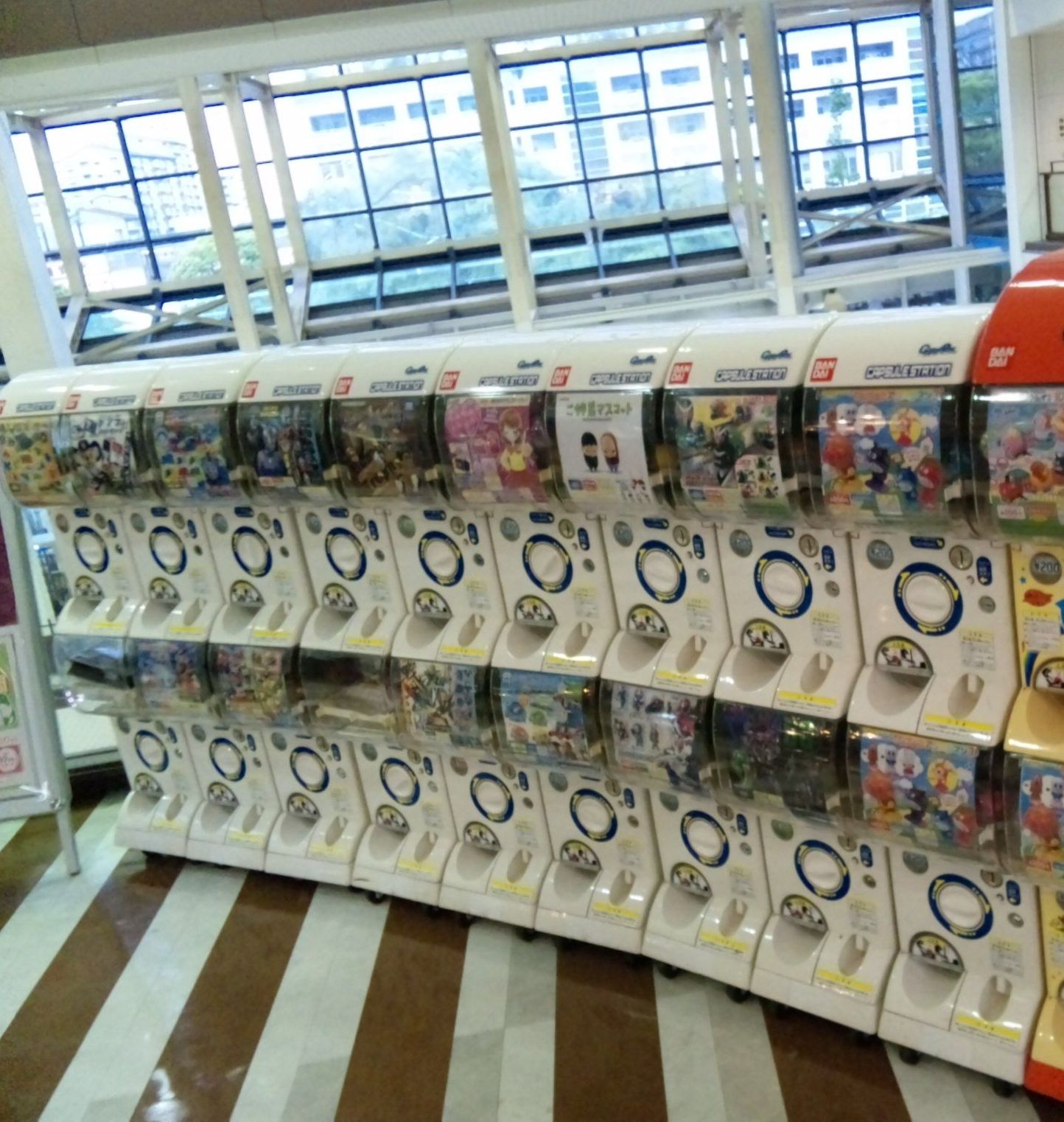
Hàng máy gashapon ở Nhật Bản.

Máy Gashapon tương tự như các máy bán đồ chơi nhét xu thường thấy bên ngoài các cửa hàng tạp hóa và các nhà bán lẻ ở các quốc gia khác. Trong khi đồ chơi nhét xu từ các máy bán tự động ở Hoa Kỳ thường là sản phẩm giá rẻ, chất lượng thấp khoảng 1 đô la Mỹ hoặc ít hơn, Gashapon của Bandai có thể có giá từ 100–500 yên Nhật (0,91–4,56 đô la Mỹ) và thường là sản phẩm chất lượng cao hơn nhiều, theo sau là các nhà sản xuất Nhật Bản khác. Viên nang Gashapon thường được làm từ nhựa PVC cao cấp, và có nhiều chi tiết được tạo tác và sơn màu tinh xảo. Nhiều viên nang Gashapon được coi là đồ sưu tầm, với những viên đặc biệt hiếm có giá bán rất cao trên thị trường  đồ cũ.
Đồ chơi trong viên nang Gashapon thường là những nhân vật nổi tiếng trong manga, video game hay anime Nhật Bản được nhượng bản quyền, hoặc đến từ ngành công nghiệp giải trí của Mỹ. Những món đồ chơi có độ chi tiết cao này đã thu hút một lượng lớn người theo dõi ở mọi thế hệ ở Nhật Bản và xu hướng này đang lan rộng ra thế giới, đặc biệt là giới sưu tập người lớn. Không phải là chuyện hiếm khi các bộ đồ chơi được tiếp thị riêng cho người lớn có các hình nhân vật nữ táo bạo.
Hầu như tất cả Gashapon đều được phát hành theo bộ - mỗi bộ sẽ có một số lượng nhân vật nhất định để sưu tầm. Về bản chất, chúng là những "món hàng bí mật" ẩn sau lớp bọc của những viên nang; người chơi nhét tiền vào và hy vọng máy sẽ quay ra món đồ hoặc nhân vật mà họ mong muốn. Đôi khi yếu tố giải trí ngẫu nhiên này có thể gây bực bội, bởi vì máy liên tục quay ra những món đồ mà người chơi đã có rồi.
Những người sưu tầm nhiệt tình sẽ mua các bộ từ các cửa hàng Gashapon ở những nơi như Akihabara ở Tokyo hoặc Nipponbashi (Den-Den Town) ở Osaka. Tùy thuộc vào cửa hàng, mua theo bộ thường rẻ hơn so với việc mua chúng ngẫu nhiên từ máy.
Bandai đã bán đồ chơi Gashapon ít nhất từ năm 1977. Tính đến tháng 3 năm 2021, Bandai Namco đã bán 3,711 tỷ đồ chơi Gashapon với giá từ 100-500 yên mỗi cái, tạo ra doanh thu bán hàng ước tính khoảng từ 371-1,860 tỷ yên (3,38-17 tỷ đô la) kể từ năm 1977.